# Финале Емилија
Финале Емилија је насеље у Италији у округу Модена, региону Емилија-Ромања.
Према процени из 2011. у насељу је живело 9044 становника. Насеље се налази на надморској висини од 17 м.

## Становништво
Према резултатима пописа становништва 2011. у општини је живело 15.713 становника.
| 1951.  | 1961.  | 1971.  | 1981.  | 1991.  | 2001.  | 2011.  |
| ------ | ------ | ------ | ------ | ------ | ------ | ------ |
| 17.931 | 16.046 | 14.912 | 15.317 | 15.057 | 15.141 | 15.713 |

## Партнерски градови
- Grézieu-la-Varenne, Вила Сант'Анђело, Formigine